# Суйхэйся

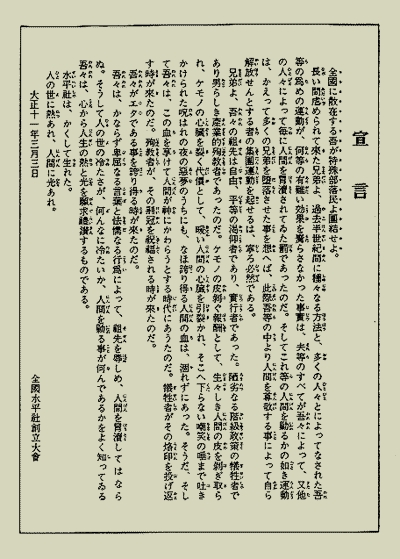
Декларация общества «Суйхэйся»

Суйхэйся  (яп. 全国 水平社 Дзэнкоку Суйхэйся, «Всеяпонское общество равенства») — общество, созданное в Японии в 1922 году и объединившее в себе множество разрозненных общественных групп и движений за уравнение в правах дискриминируемого населения. Основным направление работы общества была борьба за права буракуминов. Деятельность общества была приостановлена с началом военных действий в Китае, а в 1940 году общество было распущено. После окончания Второй мировой войны члены общества образовали Лигу освобождения буракуминов (яп. 部落解放同盟) и продолжили свою деятельность по уравнению в правах различных групп японского общества.

## Общественные движения в Японии в период до создания общества «Суйхэйся»

### Появление первых общественных движений
В период реставрации Мэйдзи в Японии появилось большое количество обществ, которые боролись за уравнение в правах различных групп граждан. 4 августа 1871 года был издан императорский указ об освобождении буракуминов (яп. 解放令).
Принятие этого закона диктовалось необходимостью «приведения населения в состояние гомогенности», так как только в этом случае из него возможно было «создать нацию». Однако, несмотря на то, что законодательно бывшие эта и хинины встали на одну ступень с остальными группами населения, образовав социальную группу «новых горожан» — «синхэймин» (яп. 新平民), на практике продолжала функционировать та же система социальных отношений, что и в период Эдо. Кроме того, они столкнулись с протестом крестьян и обычных горожан, которые посчитали уравнение с бывшим «подлым людом» — «сэмминами» понижением своего уровня в социальной иерархии.
В это же время начинаются дискуссии по поводу существующего положения дискриминируемых групп населения в средствах массовой информации, появляются литературные произведения, описывающие положение буракуминов Сами представители дискриминируемых групп населения начинают участие в движениях за народные права в Окаяме, Сакаи и Наре. В 1902 году в Окаяме Санко Ихэйдзи создаёт общество формирования простого народа «Бисаку хэйминкай» (яп. 備作平民会), ставшее первым из подобных формирований в тот период. Это общество имело своей целью повышение уровня самосознания буракуминов, «сплочение всего населения префектуры, улучшение образования путём совместных усилий, пропаганда морали, поощрение образования»
.

### Создание обществ «гармонии»
Через год, в 1903 году, в Осаке было сформировано всеяпонское общество сочувствия и «гармонии» — «Дайнихон харакара ю: вакай», объединившее представителей многих префектур.
После вступления Японии в Первую мировую войну на стороне Антанты, в Японии резко подскочили цены на продовольственные товары, что вызвало волну мятежей, получивших название «рисовые бунты». В этих движениях активное участие принимали буракумины. Представители дискриминируемых групп населения принимали участие в подобных движениях в 22 префектурах, в результате чего составили 11 % осуждённых за участие в бунтах (887 из 8000 человек).
Однако это движение массового протеста не имело руководства, плана действий или политической программы, чем было похоже на движения «икко-икки» периода сёгуната.
В 1919 году на съезде общества сочувствия и «гармонизации» собрались 430 представителей аристократии, чиновничества, членов парламента и деятелей движения «гармонизации». На этом съезде было высказано сожаление по поводу радикальности идей и действий, так же обсуждалось осуществление мероприятий по «сочувствию и гармонизации» и преобразованиям.
В 1920 году правительство включило в бюджет 50 тыс. ￥ на преобразования в посёлках бураку, также возросли расходы на социальные мероприятия.
В этот период в Японии появляется большое количество разнообразных обществ подобной направленности (яп. 融和運動): в 1912 году Сёгоро Мацуи создал «Общество товарищей Ямато» в Наре, «общество спокойствия» было создано Тикаку Коо в Фукуоке, в Хиросиме Санъю Маэда создал «Организацию объединения города Фукусима». В Окаяме, Идзумо, Миэ, Киото, Янагигахаре и многих других городах были созданы товарищества, выступавшие посредниками в переговорах между правительством и местными властями.
В 1919 году правительством был составлен проект «предложений касательно преобразований в посёлках бураку» на основе материалов объединённого заседания по вопросам бураку и преобразований, исследований посёлков бураку, материалов 1 съезда общества сочувствия и «гармонизации», а также материалов 41 сессии парламента. В результате чего стали появляться общества «гармонизации» — «ю: ва-кай», в состав которых часто входили члены обеих палат парламента, представители политических и финансовых кругов, влиятельные буракумины, как это было в «Обществе взаимной любви», созданном Ёриясой Аримой (яп. 有馬頼寧) в 1921 году.
В Нисихаме (преф. Осака) велись исследования демократического учения и профсоюзного движения. В Хиросиме Масами Тэриямой было создано общество исследования проблем буракуминов и социализма. Исследователи вели просветительскую деятельность среди населения посёлков бураку. Сами буракумины также начали выступать за свои права: в сентябре 1921 г. 300 крестьян из поселения бураку в г. Мацуока префектуры Миэ стали бороться за снижение в два раза дискриминационной арендной платы на землю (10 %) и создали профсоюз арендаторов; профессиональное содружество рикш смогло добиться принесения извинений после дискриминационного инцидента; в 1921 году в Киото объединились жители 6 поселений бураку и выразили протест против станционных служащих, которые применяли насилие к детям из посёлков бураку, служителей станции и их начальника принудили принести извинения.

### Общество «Гиротин ся»
Однако движения за права буракуминов не всегда носили мирный характер. О том, как широко понималась в тот период борьба за права, может свидетельствовать существование «Общества гильотины» — «гиротин ся» (яп. ギロチン社). Члены этой группы считали, что «в борьбе с социальной политической несправедливостью буржуазного общества оправданны, нравственны и справедливы любые методы»

Так, в целях обеспечения общества денежными средствами в 1923 г. было предпринято ограбление банка. В том же году этим обществом в Корею была направлена группа террористов с заданием убить генерала Масатаро Фукуду (яп. 福田雅太郎), ответственного за массовые репрессии после великого землетрясения в Канто.

## Создание общества «Суйхэйся» и первые годы деятельности (1922—1925 гг.)
В результате бурной борьбы буракуминов за уравнение в правах, обществ по изучению проблем буракуминов и многочисленных обществ «гармонизации» в 1922 году было создано общество уравнения в правах «Суйхэйся».

### Формирование общества
В июльском номере журнала «Освобождение» за 1922 году была опубликована работа Масабу Сано «теория освобождения жителей особых поселений бураку», смысл которой состоял в том, что освобождение буракуминов должно произойти в результате объединения жителей посёлков и их совместной борьбы с дискриминацией
Манкити Сайко (яп. 西光万吉), сблизившись с Масабу Сано, сформировал в Касивахаре (префектура Нара) исполнительный комитет по созданию общества «Суйхэйся», в результате деятельности которого был издан журнал «Для завтрашнего дня» и распространён по стране.
Манкити Сайко распространял листовки с призывом к созданию общества на конгрессе по вопросам равенства в Японии.
3 марта 1922 г. во дворце Окадзаки (яп. 岡崎公会堂)в было проведено первое заседание общества «Суйхэйся», на котором присутствовало около 2000 представителей дискриминируемых групп населения со всей страны. Были прекращены все существовавшие до этого переговоры с обществом сочувствия и гармонии, а также официальными властями, и создана независимое общество освобождения.

### Декларация общества «Суйхэйся»
В декларации общества (яп. 水平社創立宣言) и принятых на первом его съезде резолюциях особо выделялись уважение прав человека и равенство, активно критиковалась дискриминация, общество отвернулось от храмов Хонган-дзи, которые распоряжались будущей жизнью (после смерти), заявляло идеи независимого освобождения и экономической свободы. Население страны узнало из СМИ о создании организации, её характере и целях. По всей стране началось формирование региональных отделений общества «Суйхэйся».

### Первый период существования общества «Суйхэйся» (1922—1925 гг.)
На первом этапе своего существования общество «Суйхэйся» вело борьбу методом «осуждения дискриминации» (в словах, жестах или поведении). Считалось, что «перевоспитав остальных людей (не буракуминов), они тем самым идейно и психологически переделают все общество, сделают его терпимее, цивилизованнее и справедливее».
В соответствии с этой установкой, члены общества следили за людьми и организациями в целях пресечения актов дискриминации. Если же акт дискриминации осуществлялся, они требовали устных или письменных извинений. Интересно, что общество делало упор на том, что акт дискриминации является актом неуважения по отношению к императору. Так, в примерном тексте извинения, который предлагался обществом «Суйхэйся» как модель, говорится: «У меня нет подходящих слов, чтобы достойно извиниться перед императором и всеми членами „Суйхэйся“ за своё пренебрежение к императорскому рескрипту от 28 августа 1871 года, за употребление мною оскорбительных слов и выражений…».
Члены общества «Суйхэйся» стараясь принудить людей к осознанию и, соответственно, принесению извинений, нередко сталкивались с проблемами, которые перерастали в конфликты. Часто эти конфликты принимали форму столкновения буракуминов и членов общества с «обычными» людьми. Так, в 1922 г. зафиксировано 69 подобных столкновений, в 1923 году — 1182, в 1924 году — 1046, в 1925 году — 1025. Часто для разрешения подобных конфликтов применялась полиция, а участники (чаще всего только буракумины) подвергались арестам по обвинениям в нарушении порядка или уголовных преступлениях.
Кроме того, общество сталкивалось с противодействием других общественных формирований. Так, в 1923 году произошло столкновение между членами общества «Суйхэйся» с членами общества национального духа «Кокусуйкай» (яп. 國粹会), получившее название «Суйкоку дзикэн» (название по первым иероглифам в названиях организаций яп. 水国事件). В этом инциденте участвовали несколько тысяч человек, для его разрешения была привлечена армия.
Тактика борьбы методом «осуждения» привела к тому, что положение буракуминов в стране ухудшилось: появились требования о раздельном обучении, был ограничен приём буракуминов в учебные заведения и на работу, участились случаи насилия. В 1925 году в ответ на очередной призыв к извинениям со стороны общуства «Суйхэйся», более тысячи жителей нескольких деревень префектуры Гумма совершили нападение на деревню Сэрата-мура (яп. 世良田村), в результате которого были обрушены все дома а 12 человек получили серьёзные увечья. В результате полицейского расследования были осуждены не только нападавшие, но и буракумины, подвергшиеся нападению, но попытавшиеся защитить себя.
В результате всех описанных выше событий борьба методом «осуждения дискриминации» показала свою несостоятельность. В обществе началась работа над изучением проблемы.

## Второй период существования общества «Суйхэйся»

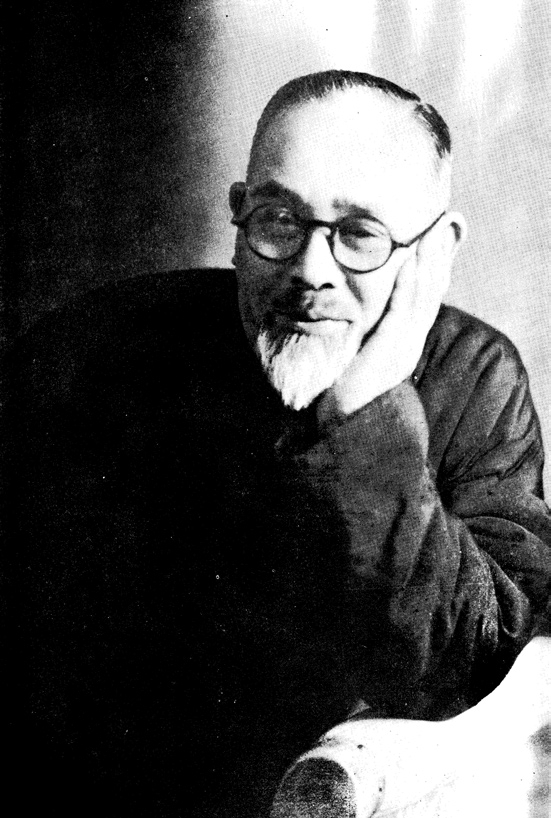
Дзиитиро Мацумото (1887—1966) — член «Суйхэйся», первый депутат-бураку в японском парламенте

С середины 1920-х годов основным направлением работы общества стала экономическая поддержка буракуминов в условиях ухудшающейся экономики и экономического кризиса (с 1930-х), а также правозащитная деятельность, самым громким результатом которой стал инцидент в суде в Такамацу (яп. 高松差別裁判).
В этот период своей деятельности общество «Суйхэйся» получило поддержку Коммунистической партии Японии. В результате проникновения в общество коммунистических идей, появились споры о роспуске «Суйхэйся», в частности, сторонниками роспуска говорилось, что «с помощью осуществления классовой борьбы обществом „Суйхэйся“ в качестве мероприятий для формирования социального разделения противопоставляет себя революционным рабочим и политическим партиям и движениям».
Сторонники роспуска исходили из идеи о том, что японское общество готово к проведению пролетарской революции, поэтому общество «Суйхэйся» рассматривалось как мешающее осуществлению преобразований в стране.
Однако, после появления тезисов КПЯ 1932 года (на основе указаний Коминтерна) общество «Суйхэйся» стало восприниматься как основной элемент борьбы за права в стране.
Деятельность общества «Суйхэйся» закончилась с началом военных действий в Китае. В 1940 года обществом, под давление правительства, было принято решение о самороспуске.
Общество «Суйхэйся» было самым крупным и самым влиятельным обществом за освобождение буракуминов и защиту их прав данного периода. Именно благодаря работе, проделанной членам общества, в послевоенный период стало возможно формирование Лиги Освобождения бураку и последующее принятие правительством законов, в целях реального осуществления Мэйдзийского закона 1871 года.